# Z-код
Международный Z-код также, как и Q-код, применяется в любительской и в профессиональной радиосвязи. Он представляет собой трёхбуквенные сочетания, начинающиеся с буквы Z и обозначающие целые фразы из числа наиболее употребимых в радиосвязи. Каждое сочетание может быть использовано со знаком вопроса (в вопросительной форме) или без знака вопроса. Соответственно изменяется и его значение. В любительской практике применяется лишь незначительная часть международного Z-кода.